# Dracaena aethiopica
Dracaena aethiopica (sin. Sansevieria aethiopica), biljka iz roda zmajevca nekada uključivana u rod Sansevieria. Porijeklom je iz subsaharske Afrike, a ime se ne odnosi na suvremenu Etiopiju (tamo ne raste), nego na povijesni naziv. 
Raste na pjeskovitim tlima u Bocvani, Namibiji, Mozambiku, Zambiji, Zimbabveu i Južnij Africi. 
Trajnica je s 1 centimetar debelim rizomom, i uskim dugim i debelim kožnartim listovima koji se uzlazno šire u obliku rozete, a išarani su svjetlijim trakama.
- Preporučena temperatura:  Noć: 10°C
- Tolerancija hladnoće:  noću je zaštititi od hladnoće
- Izloženost suncu:  mora biti u sjeni
- Porijeklo: Južna Afrika
- Potrebnost vode: zimi ga držati suhim